# Brookfield Residential
Brookfield Residential Properties Inc. è una società che opera nei settori immobiliare e edilizia canadese con sede a Calgary. A dicembre 2023 il patrimonio totale ammontava a 5,2 miliardi di dollari.
Brookfield Residential è stata fondata nel 1956. Brookfield Residential Properties Inc. è stata costituita il 31 marzo 2011, dalla fusione di Brookfield Homes Corporation ("Brookfield Homes") e Brookfield Office Properties (composta da Carma Developers e Brookfield Homes (Ontario) Limited).